# Museo Romántico Can Llopis
El Museo Romántico Can Llopis es un museo ubicado en el centro de Sitges, en la provincia de Barcelona. De titularidad municipal, está integrado en la Red de Museos Locales de la Diputación de Barcelona.

## Edificio
Can Llopis es un edificio de estilo neclásico, muy sobrio en la decoración exterior. En 1793 Josep Bonaventura Falç, miembro de una de las familias más tradicionales de Sitges, construyó una nueva casa fuera del recinto amurallado; posteriormente los Falç se emparentaron con otra familia de Sitges, los Llopis, y la casa recibió el nombre actual.

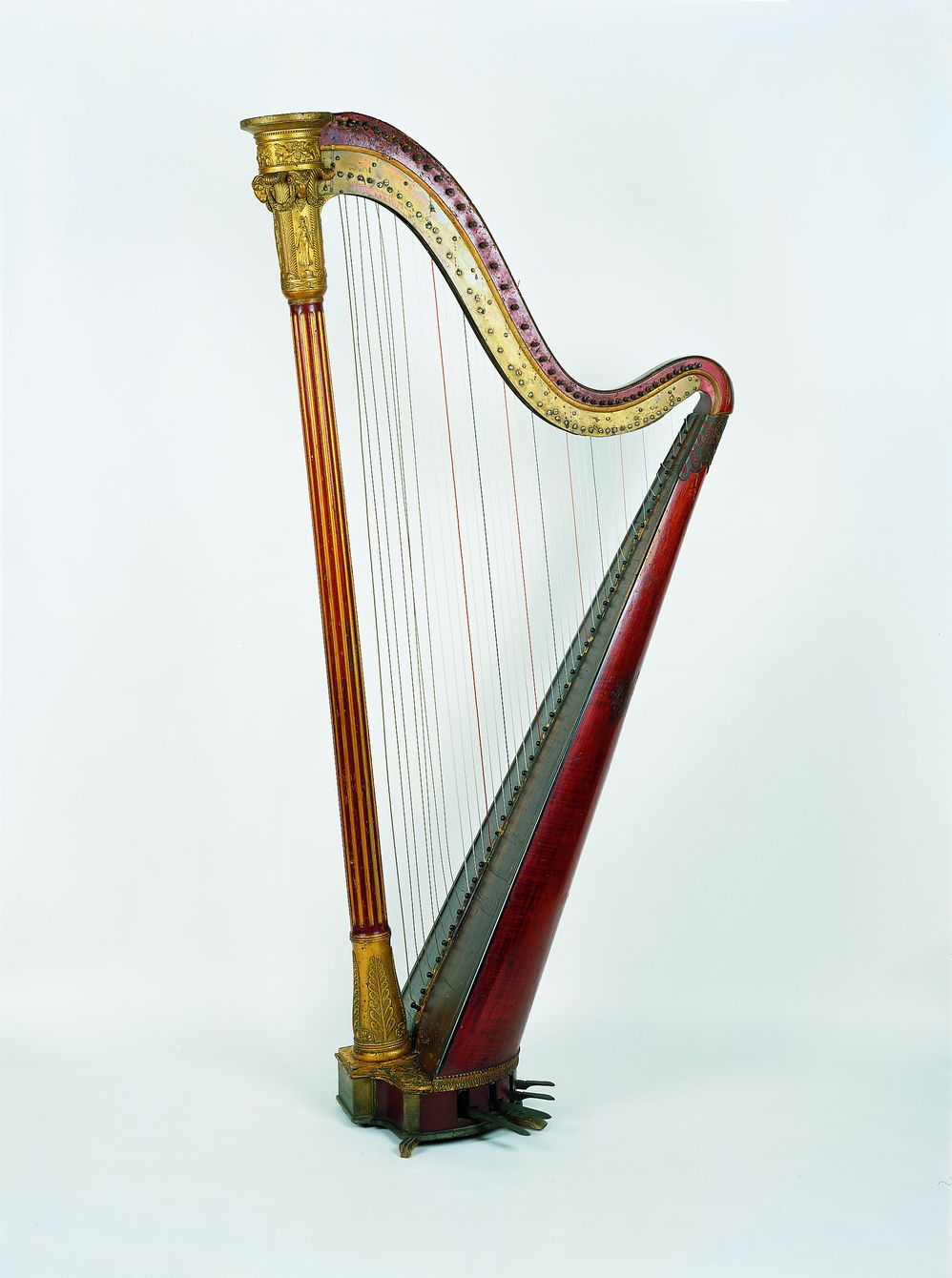
Erard Frères. Arpa. París, 1800-1830

## Historia
En 1935, Manuel Llopis i de Casades cedió en testamento la casa a la Generalidad de Cataluña, con la intención de que la casa de sus antepasados se convirtiera en museo. El proyecto se demoró por causa de la Guerra Civil y sus consecuencias, y el museo romántico se inauguró finalmente en 1949.

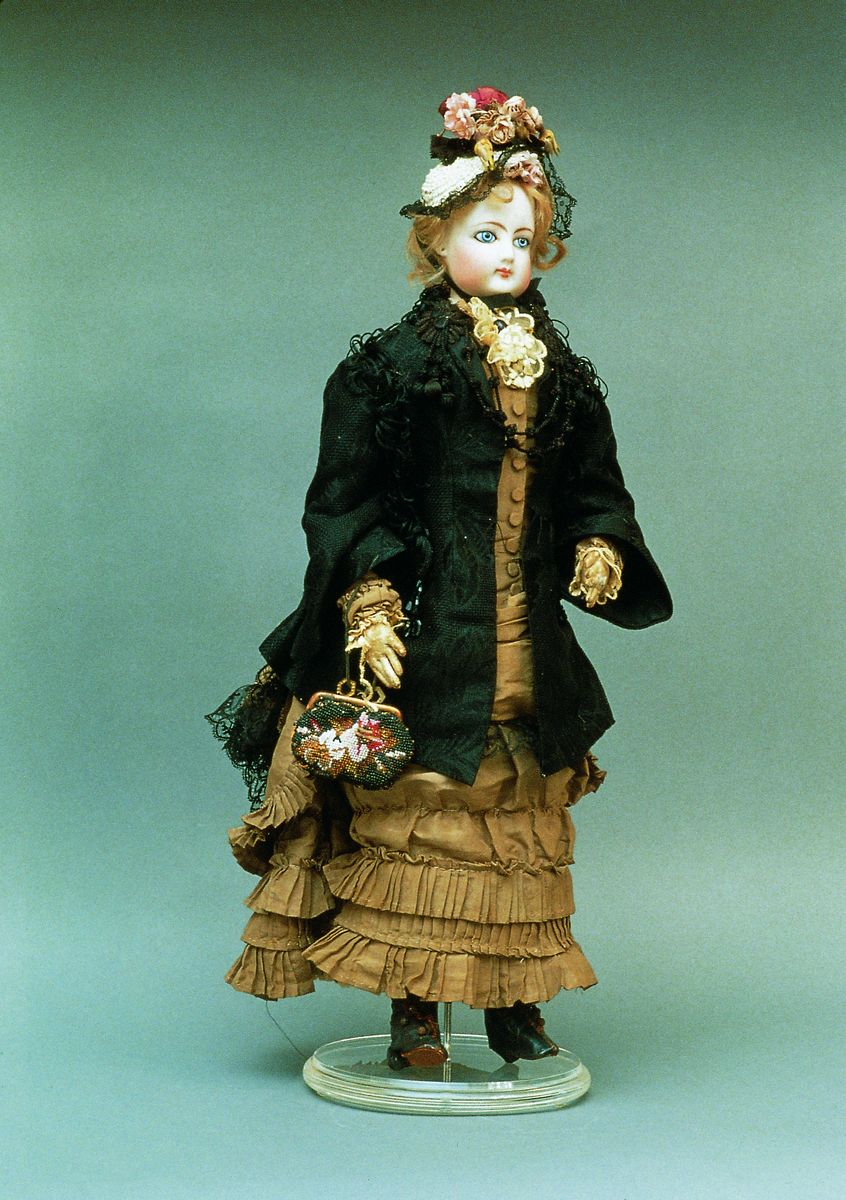
Muñeca de porcelana vestida de época. Francia, 1877

El museo muestra cómo se vivía en el tránsito del siglo XVIII al XIX. La decoración de los interiores pone de manifiesto la atención de cada detalle y cada rincón propia del romanticismo. El Museo exhibe también la colección de muñecas antiguas de la artista y escritora Lola Anglada (1892-1984), que reúne 400 piezas de distintos países de los siglos XVII a XIX. El Museo Romántico tuvo dos sedes, la de Villanueva y Geltrú y la de Sitges, hasta 1995, año en que se separó su gestión.